# Fleringen

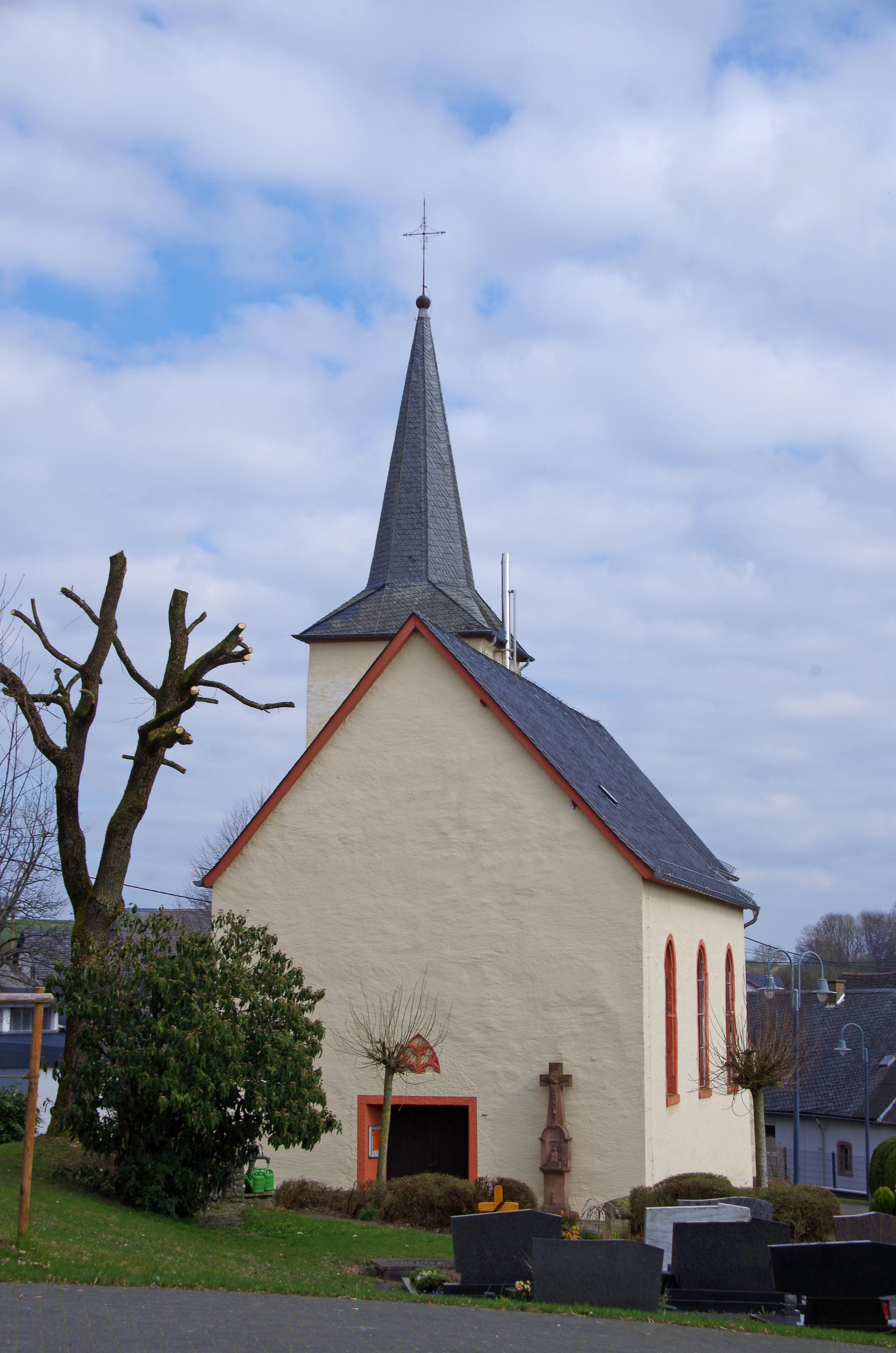
St. Lukas, Westseite

Fleringen ist eine Ortsgemeinde im Eifelkreis Bitburg-Prüm in Rheinland-Pfalz. Sie gehört der Verbandsgemeinde Prüm an.

## Geographie
Fleringen liegt 508 m ü. NHN, in einem Ausläufer der Prümer Kalkmulde zwischen Wallersheim und Rommersheim. Die Landschaft ist geprägt von flachen Höhen mit schroffen Dolomit-Kalkfelsen.
Baselt ist ein Ortsteil von Fleringen. Zur Gemeinde gehören auch die Wohnplätze In der Muhl, Lindenhof, Zingsheld, Eisenackerhof und Riedhof.

## Geschichte
Für eine frühe Besiedlung des Gebietes um Fleringen spricht der Fund von Grabhügeln südlich des Ortes in einem Waldgebiet. Es handelt sich um vier bis sechs Hügelgräber, deren Zeitstellung noch unbekannt ist. Sie liegen wenig östlich der Grabhügelgruppe von Rommersheim.
Seit frühem Mittelalter lagen Grundbesitz, Grundherrschaft, sowie die Hoheitsrechte in Fleringen bei der Trierer Abtei St. Irminen. Nach jahrelangen Streitigkeiten überließ die Abtei St. Irminen im Jahre 1761 die beiden Dörfer Fleringen und Oberhersdorf dem Herzog von Arenberg für 250 Reichstaler jährliche Pacht und er erwarb damit als Lehen die Einkünfte und Rechte der Herrschaft Fleringen.
Die Stockbesitzer zu Fleringen und Oberhersdorf hatten nach der Besitznahme des Landes durch Frankreich (1798) den ausschließlichen Besitz der Waldungen in Anspruch genommen und deshalb einen Prozess gegen die Gemeinde begonnen. Der Präfekt des Saardepartement erhob dagegen eine Konfliktsklage durch einen Beschluss vom 10. Januar 1807. Aufgrund der Beschlüsse auf dem Wiener Kongress (1815) kam Fleringen zum Königreich Preußen. Im Jahre 1817 baten die Stockbesitzer das preußische Ministerium des Innern, die Konfliktsklage zu entscheiden bzw. ihr Eigentumsrecht anzuerkennen. Das Innenministerium entschied zugunsten der Stockbesitzer. Deshalb hat die Gemeinde bis heute keinen Gemeindewald.
Während der Notzeit in der zweiten Hälfte des 19. Jahrhunderts wanderten viele Einwohner in Richtung USA aus. Der Zweite Weltkrieg richtete im Ort erhebliche Zerstörungen an, die heute kaum noch sichtbar sind.
Statistik zur Einwohnerentwicklung
Die Entwicklung der Einwohnerzahl von Fleringen, die Werte von 1871 bis 1987 beruhen auf Volkszählungen:
| Jahr | Einwohner |
| ---- | --------- |
| 1815 | 203       |
| 1835 | 255       |
| 1871 | 296       |
| 1905 | 307       |
| 1939 | 341       |

| Jahr | Einwohner |
| ---- | --------- |
| 1950 | 321       |
| 1961 | 333       |
| 1970 | 356       |
| 1987 | 369       |
| 2005 | 338       |

## Politik

### Bürgermeister
Elisabeth Spoo wurde am 9. Juni 2024 zur Ortsbürgermeisterin von Fleringen gewählt.
Spoos Vorgänger Lothar Lamberty hatte das Amt von 2010 bis 2024 ausgeübt. Lambertys Vorgänger Valentin Ballmann hatte das Amt seit 1994 ausgeübt, es 2010 aber niedergelegt.

### Wappen
| Wappen von Fleringen | Blasonierung: „Unter blauem Schildhaupt, darin vorn eine goldene Rose und hinten ein silberner Federkiel, in Silber ein rot bewehrter und rot gezungter schwarzer Adler.“ |
| Wappen von Fleringen | Wappenbegründung: Patron der Kirche in Fleringen ist der Evangelist Lukas. Für ihn steht im Schildhaupt das Schreibzeug, der Federkiel. Er schrieb das Evangelium der Ankündigung der Geburt Jesu an die Jungfrau Maria nieder, weshalb der Federkiel von einer goldenen Rose als Symbol für die Gottesmutter begleitet ist. Zudem steht diese für die Abtei Oeren/St. Irminen in Trier, die seit dem Jahre 816 Grundherrin von Fleringen war. Der Adler geht auf das Ehewappen des Johann Hurt von Schönecken mit Entgin von Brantscheidt zurück. Deren Ehewappen fand sich auf einer Kasel der Kirche zu Fleringen. |

## Sehenswürdigkeiten
- Katholische Pfarrkirche St. Lukas
- Die Krausbuchen (Süntel-Buchen)
- Menhire bei Fleringen

Siehe auch: Liste der Kulturdenkmäler in Fleringen

## Persönlichkeiten
- Johannes Laures SJ (* 1891 in Fleringen; † 1959 in Tokio), in Japan wirkender Jesuit und Hochschullehrer